# Gert Caden
Gert Caden (* 10. Juni 1891 in Berlin als Ernst Richard Gerd Kaden; † 9. September 1990 in Dresden) war ein deutscher Maler und Bildhauer. Caden war seit den 1920er Jahren Agent verschiedener Dienste. Er arbeitete verdeckt für den Antimilitärischen Apparat der Kommunistischen Partei Deutschlands (KPD), das Ministerium für Staatssicherheit (MfS) der Deutschen Demokratischen Republik (DDR) und den sowjetischen Geheimdienst KGB. 1949/50 war er Abgeordneter der Provisorischen Volkskammer der DDR.

## Leben

### Jugend
Caden, Sohn des sächsischen Premierleutnants und späteren Generalleutnants Ernst Richard Kaden (1862–1948) und seiner Frau Olga, geborene  Bamberger (1866–1942), besuchte nach dem Realgymnasium in Leipzig, an dem er Schüler bei Fedor Flinzer war, und dem Abitur von 1907 bis 1909 die Kadettenschule in Leipzig, wo er zum Pagenkorps am sächsischen Königshof in Dresden gehörte. Ab 1909 war er im Königlich-Sächsischen 4. Infanterieregiment in Bautzen und wurde 1910 zum Leutnant befördert. Im Ersten Weltkrieg verlor Caden zwei Brüder und war bis Kriegsende an der Westfront eingesetzt. 1919 wurde er im Rang eines Oberleutnants demobilisiert. Caden gab an, aufgrund seiner Erlebnisse im Ersten Weltkrieg zum Pazifisten geworden zu sein, und wandte sich der Malerei zu.
1919 nahm Caden ein Studium an der Akademie der Bildenden Künste in Dresden auf. 1919 heiratete er die Tochter des Dresdener Rechtsanwalts und Kunstsammlers Felix Bondi, Lala. Die Ehe wurde 1920 geschieden. 1920 ging er nach München und setzte sein Studium an der Kunstakademie München fort.
1921 zog Caden zurück nach Berlin, nahm den Künstlernamen Gert Caden an, und stellte erstmals aus. Er fertigte in dieser Zeit Reliefbilder und war stark beeinflusst von internationalen Konstruktivisten der Zeit. Im selben Jahr heiratete er Maja Loewe. Die zweite Ehe wurde 1928 geschieden. Nach zeitweiligen Aufenthalten in München und Wien hatte Caden 1925 großen Erfolg mit Werbeplakaten für US-amerikanische Revuen. Von 1925 bis 1928 zog er sich in ein Dorf in Sachsen zurück und lebte danach erneut in Berlin. 1928 heiratete er Ilse Hermann. Auch diese Ehe scheiterte nach wenigen Jahren.

### Agent der KPD
Ende der 1920er Jahre wandte sich Caden dem Marxismus zu und besuchte Vorlesungen an der Marxistischen Arbeiterschule (MASCH), freundete sich mit den KPD-Funktionären Ernst Schneller und Hans Kippenberger an und trat 1930 in die Kommunistische Partei Deutschlands (KPD) ein, was diese zunächst geheim hielt. Von Beginn an arbeitete Caden unter der Leitung von Hans Kippenberger im geheimen, sogenannten Antimilitärischen Apparat (AM-Apparat), dem illegalen, bis 1937 bestehenden Nachrichtendienst der KPD, mit und trug hier den Decknamen Cello. Nach der Machtübernahme der Nationalsozialisten und dem Verbot kommunistischer Betätigung verstärkte Caden sein Engagement und unterstützte die Partei auch in der Illegalität.
1936 wechselte Caden zum Abwehr-Apparat der KPD unter Hermann Nuding und wurde verdeckt Mitglied der Deutschen Gesellschaft für Wehrpolitik und Wehrwissenschaften, gehörte verdeckt dem Stahlhelm, Bund der Frontsoldaten, an und hatte Zugang zu Informationen aus der Stahlhelmführung. Nach 1933 konnte er seine Informationsverbindungen bis hin zur Reichsregierung und Reichswehrführung ausbauen und berichtete bis 1937.
Im Juni 1938 wurde Caden vor einer bevorstehenden Verhaftung gewarnt und floh nach Paris. Bis 1939 lebte er in Sanary-sur-Mer in Südfrankreich und war hier mit Lion Feuchtwanger, Friedrich Wolf und Ludwig Marcuse befreundet. 1939 wurde Caden verhaftet und bis zu seiner Flucht 1940 im Internierungslager Les Milles festgehalten. Bis 1942 lebte Caden illegal in Marseille und gelangte dann über Marokko nach Kuba, wo er sich in einem Vorort von Havanna niederließ. Im kubanischen Exil war Caden Vorsitzender der Bewegung Freies Deutschland in Kuba und hielt regelmäßig antifaschistische Rundfunkansprachen. In Kuba war Caden Gründer und Leiter des „Komitees deutscher Antifaschisten“ und 1946 Gründer des „Freundeskreises Alexander von Humboldt“.

### Agent des KGB und des MfS
Nach dem Ende des Zweiten Weltkriegs kehrte Caden im März 1948 nach Deutschland zurück, ließ sich in der Sowjetischen Besatzungszone nieder und wurde Mitglied der Sozialistischen Einheitspartei Deutschlands (SED). Er wurde Leiter der Auftragskommission für künstlerische Arbeiten im Land Sachsen. 1949 kam es zu einer Kontroverse, als Caden in seiner Funktion als künstlerischer Leiter der 2. Deutschen Kunstausstellung in Dresden gastierende mexikanische Künstler zu einer „Wandbildaktion Dresden 1949“ ermutigte, die kurz darauf von der Partei- und Staatsführung der DDR als „formalistisch“ verboten wurde.
1949/50 war Caden SED-Abgeordneter der Provisorischen Volkskammer der DDR und ab 1950 Stadtverordneter in Dresden.
Von 1949 bis 1953 war Caden Agent des sowjetischen Geheimdienstes Ministerium für Staatssicherheit (MGB). Ab Januar 1954 war er als IM Richard inoffizieller Mitarbeiter des MfS in Dresden und wurde auch in der Bundesrepublik Deutschland eingesetzt. Von 1955 bis 1968 war Caden erneut für den sowjetischen Geheimdienst KGB tätig.

## Ehrungen
- 1971:Banner der Arbeit (DDR)
- 1978: Nationalpreis der DDR II. Klasse für Kunst und Literatur
- 1981: Martin-Andersen-Nexö-Kunstpreis[8]
- 1984: Karl-Marx-Orden

## Bildliche Darstellung Cadens

### Darstellung in der bildenden Kunst der DDR
- Heinz Drache: Porträt Gerd Caden (1985, Öl auf Hartpappe, 78 × 62; Sächsischer Kunstfonds. Inv.-Nr. 59/85)[9]

### Fotografische Darstellung (Auswahl)
- Richard Peter jun.: Gerd Caden (um 1955)[10]

## Werke in öffentlichen Sammlungen (mutmaßlich unvollständig)
- Jahrgang 91 (1976, Öl auf Hartfaser, 150 × 170 cm; Galerie Neue Meister Dresden, Inv.-Nr. 78/15)[11]

## Ausstellungen (unvollständig)

### Personalausstellungen
- 1948: Dresden, Haus des Kulturbundes
- 1965: Berlin, Neue Berliner Galerie („Erlebtes Kuba. Malerei und Grafik“; mit Lea Grundig)
- 1971: Dresden, Galerie Kunst der Zeit

### Ausstellungsbeteiligungen
- 1949, 1958, 1967, 1972, 1977 und 1982: Dresden, Deutsche Kunstausstellungen bzw. Kunstausstellungen der DDR
- 1970: Berlin, Altes Museum („Im Geiste Lenins“)
- 1972, 1974, 1979 und 1985: Dresden, Bezirkskunstausstellungen
- 1985: Berlin, Neue Berliner Galerie im Alten Museum („Musik in der bildenden Kunst der DDR“)